# Aphrastobracon philippinensis
Aphrastobracon philippinensis är en stekelart som beskrevs av Baker 1917. Aphrastobracon philippinensis ingår i släktet Aphrastobracon och familjen bracksteklar. Inga underarter finns listade i Catalogue of Life.